# Plusia juncta
Plusia juncta är en fjärilsart som beskrevs av Allen E. Greer 1920. Plusia juncta ingår i släktet Plusia och familjen nattflyn. Inga underarter finns listade i Catalogue of Life.